# Ateleia arsenii
Ateleia arsenii är en ärtväxtart som beskrevs av Paul Carpenter Standley. Ateleia arsenii ingår i släktet Ateleia och familjen ärtväxter. Inga underarter finns listade i Catalogue of Life.